# أبرشية الرومان الكاثوليك في كريمونا

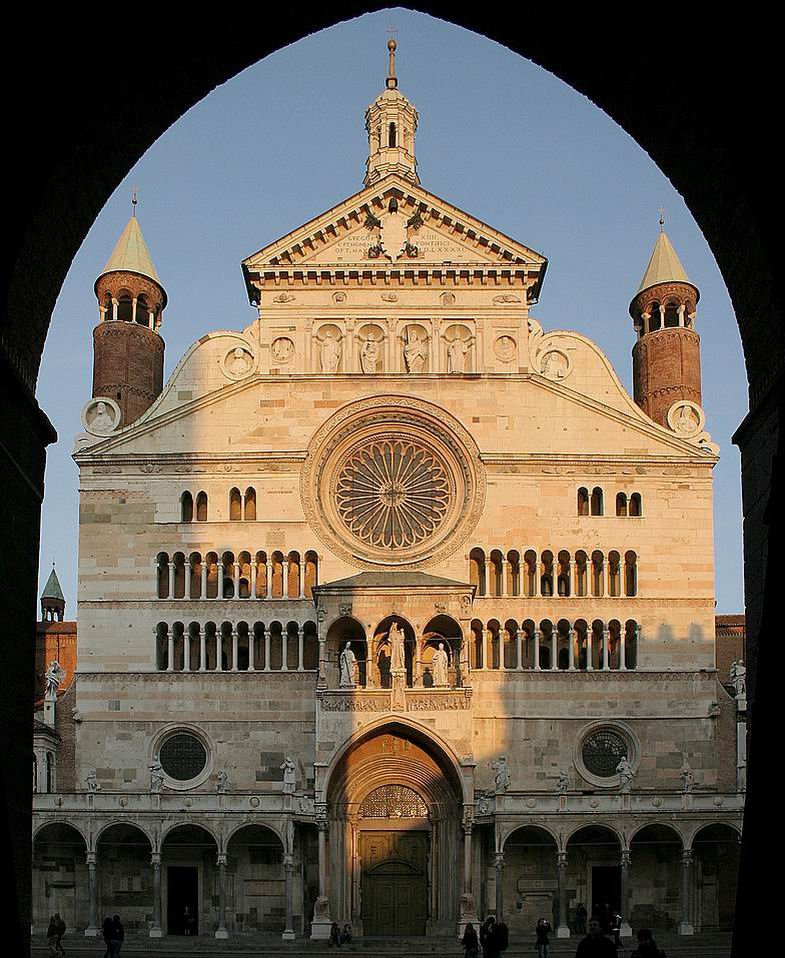
كاتدرائية كريمونا: مقر أبرشية كريمونا.

أبرشية كريمونا (باللاتينية: Dioecesis Cremonensis)‏ هي أبرشية رومانية كاثوليكية والتي تغطي منقطة في شمال إيطاليا، وأسقفها هو الأسقف المساعد لأبرشية رئيس أساقفة ميلانو، ومقر الكرسي الأسقفي في كاتدرائية كريمونا.

## تاريخ
في العام 600 للميلاد، أصبحت كريمونا (والتي كانت حتى ذلك الحين جزءاً من الإمبراطورية البيزنطية) خاضعة للملك اللومباردي.